# Macairea duidae
Macairea duidae är en tvåhjärtbladig växtart som beskrevs av Henry Allan Gleason. Macairea duidae ingår i släktet Macairea och familjen Melastomataceae. Inga underarter finns listade i Catalogue of Life.